# Tomás Garbizu
Tomás Garbizu Salaberría (Lezo, 12 de septiembre de 1901-San Sebastián, 27 de noviembre de 1989) fue un compositor y organista español.

## Biografía
Natural de la localidad guipuzcoana de Lezo, recibió clases de música en el conservatorio de San Sebastián: con Beltrán Pagola aprendió armonía y con José María Iraola, piano. La guerra civil española le obligaría a exiliarse en San Juan de Luz, donde entabló una relación con el también organista Charles Lebout. Marchó a Madrid, donde tocó el órgano en varias obras de teatro, y también fungió como organista oficial de la embajada de Francia desde 1941.
También trabajó en cine. Se encargó de componer la música de las películas Alas de paz (1943), de Juan Parellada, y Diez fusiles esperan (1959), de José Luis Sáenz de Heredia.
Falleció en San Sebastián el 27 de noviembre de 1989, a los 88 años. En 2019, se recuperó la partitura completa del Concierto mágico para violín y orquesta que Garbizu había estrenado en San Sebastián en 1960 pero al que luego se le había perdido el rastro.

## Obra
Fue autor de las siguientes piezas musicales:
- Danos la Paz (1941)
- El Prior de San Juan (1942)
- Tríptico al Buen Pasto: Jesús y la Samaritana (1953)
- Missa Benedicta (1956)
- Misa Ecuménica o Misa Papa Juan XXIII (1962)
- Misa Diocesana (1962)
- Osanbela (1964)
- Babilon Beltza (1965)
- Herriko Meza (1965)
- Aintza zeruetan (1966)
- Gure Meza (1967)
- Donostiako Kantu Zarrak (1970)
- Tríptico sobre un tema gregoriano (1971)